# Orde de Sant Patrici

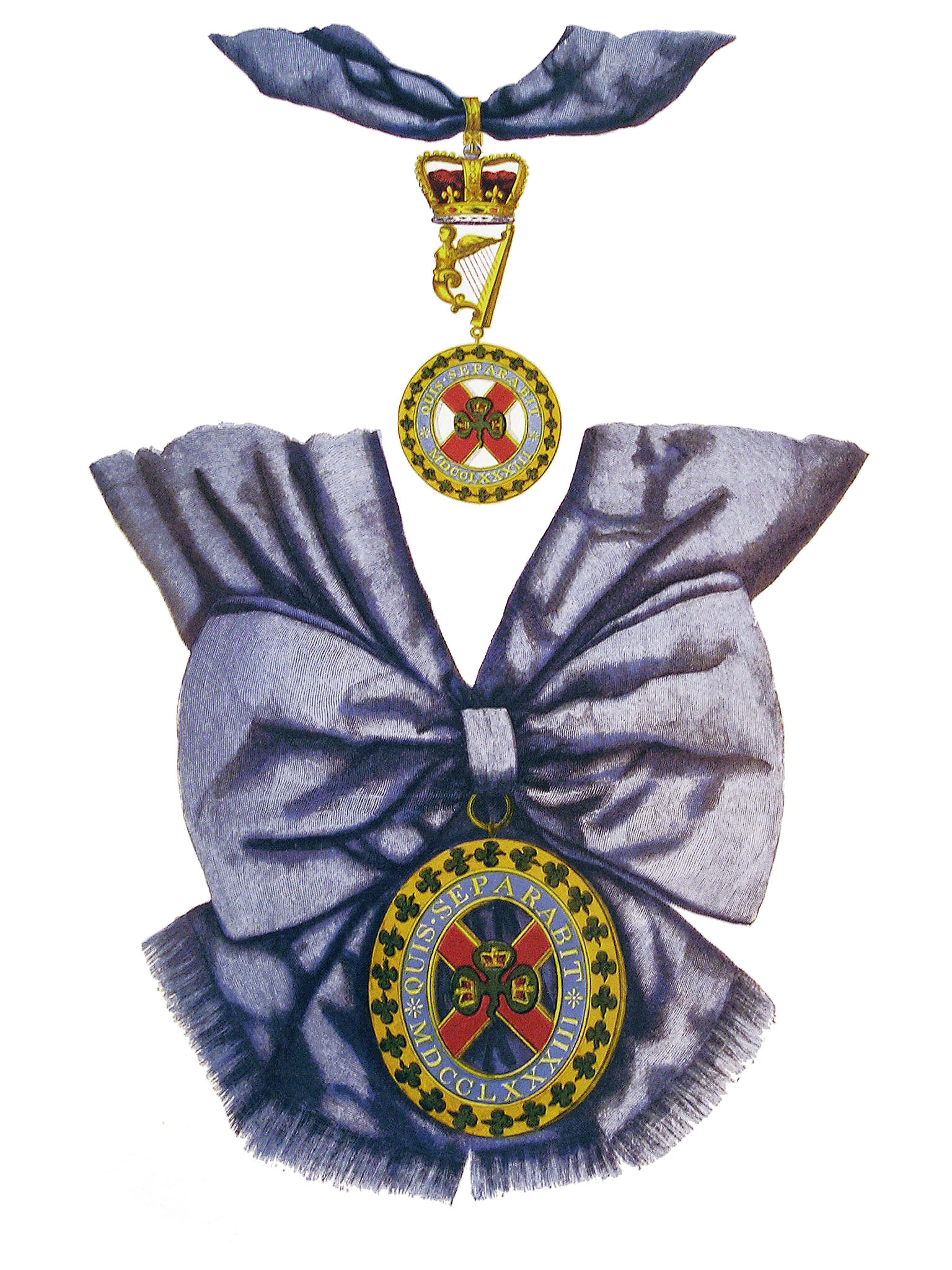
La Medalla de l'Orde.

El Molt Il·lustre Orde de Sant Patrici (The Most Illustrious Order of St Patrick) és un orde de cavalleria, creat pel Rei Jordi III el 1783, atorgada als notables irlandesos i pels serveis a Irlanda. El seu equivalent anglès és l'Orde de la Lligacama i l'escocès és l'Orde del Card. De tots tres, l'Orde de Sant Patrici és el d'institució més recent. L'Orde es va estendre fins al 1922, quan Irlanda esdevingué un país independent. El darrer cavaller fou nomenat el 1936, i el darrer supervivent morí el 1974, no obstant, l'Orde segueix en el seu sobirà, la Reina Elisabet II. El sant patró de l'orde és Sant Patrici d'Irlanda, i el lema de l'orde és «Quis separabit?», referint-se a un versicle de l'Epístola als Romans (8:35): «Qui ens separarà de l'amor de Crist?». L'Orde assolí una repercussió internacional quan, el 1907, la seva insígnia (coneguda com les Joies de la Corona d'Irlanda) van ser robada del Castell de Dublín poc abans d'una visita del sobirà de l'orde, el rei Eduard VII. No es va trobar mai.

## Història

### Fundació
Es va crear el 1783, un any després d'atorgar una autonomia substancial a Irlanda, com a mitjà per recompensar el suport del Parlament Irlandès.
Els seus estatuts restringien l'entrada a l'orde als homes que fossin cavallers i senyors («senyors» definit com tenir 3 generacions de noblesa) per ambdues parts. Finalment, va quedar reduït a la noblesa irlandesa.
La Creu de Sant Patrici (una aspa vermella sobre fons blanc) va ser escollida com un dels símbols de l'orde, i el 1800, al signar-se l'Acta d'Unió, fou incorporada a l'estendard del Regne Unit.

### Després de 1922
Des de la creació de l'Estat Lliure d'Irlanda el 1922, el Consell Executiu Irlandès no ha nomenat ningú per l'orde. Des de llavors, només 3 persones van ser incorporades, i totes elles membres de la Família Reial Britànica: el Príncep de Gal·les i posterior rei Eduard VIII (1927) i els seus germans, Henry, duc de Gloucester (1934) i Albert, duc de York (després Jordi VI) (1936). El duc de Gloucester fou el darrer cavaller de l'orde, i morí el 1974.

### Possible renaixement
Winston Churchill insinuà reviure l'orde el 1943, en reconeixement dels serveis del General Harold Alexander a Tunísia, però l'opinió dels seus ministres va ser que es crearia un conflicte diplomàtic entre Londres i Dublín. És possible, tot i que improbable, que el monarca britànic revisqui unilateralment l'orde; també mitjançant un acord entre el monarca britànic i el govern irlandès es podria restablir com a part d'un sistema honorífic conjunt britanic-irlandès; si bé la constitució irlandesa especifica que «l'Estat no conferirà títols de noblesa» .

## Composició

### Membres

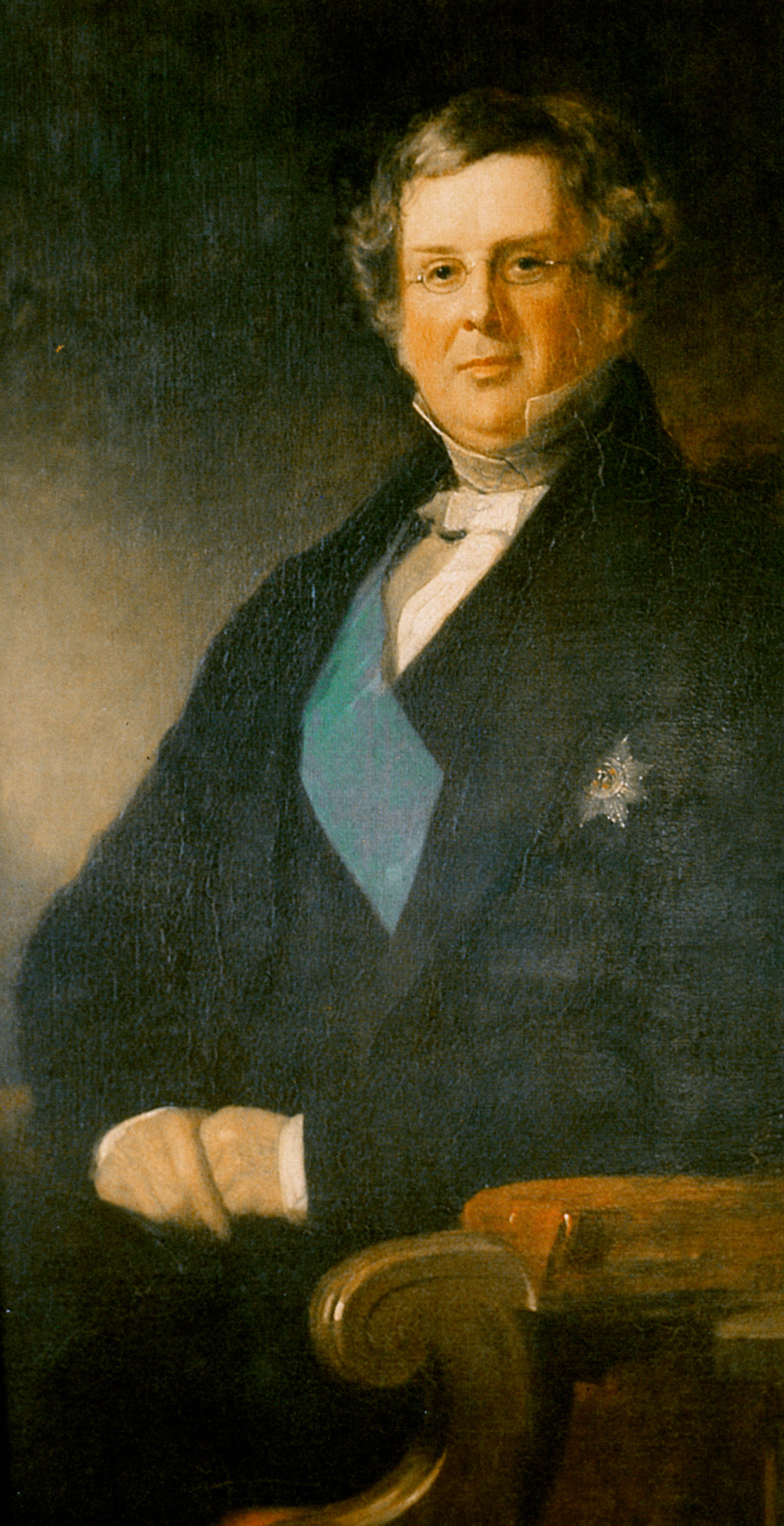
L'astrònom William Parsons, 3r Comte de Rosse amb la banda i l'estrella de l'orde

El monarca britànic és el Sobirà de l'orde, i el Lord Lieutenant of Ireland, representant del monarca a Irlanda, actua com a Gran Mestre (ofici que fou abolit el 1922)
L'orde consistia originalment de 15 cavallers, a més del Sobirà. El 1821, Jordi IV amplià la llista en 6 cavallers, i el 1833, Guillem IV del Regne Unit n'afegí un de més, quedant finalment en 22 membres.
Els estatuts (basats en el de l'Orde de la Lligacama) prescrivien que a cada vacant el sobirà nomenaria nous membres. Cada cavaller hauria de proposar 9 membres, 3 amb rang de Comte o superior, 3 amb rang de Baró o superior, i 3 amb rang de Cavaller o superior, i s'escollia entre els membres. A la pràctica, el Gran Mestre nomenava al candidat. L'orde diferia dels seus equivalents anglès i escocès en què només nomenava prínceps i nobles. Les dones mai no van ser admeses (l'única dona que va formar part va ser la Reina Victòria). Àdhuc que l'orde estava associada des de 1871 amb l'Església d'Irlanda, diversos catòlics van formar-hi part.

### Oficials
L'orde inicialment tenia 13 oficials: el Prelat, el Canceller, el Registrador, l'Uixer, el Secretari, el Genealogista, el Mestre d'Armes, dos Heralds i quatre Demandants (la majoria d'ells eren clergues de l'Església Irlandesa). No obstant això, el 1871, després de la desamortització, es permeté romandre als clergues als seus oficis fins a la seva mort, sent substituïts per oficials. L'ofici de Prelat correspon a l'Arquebisbe d'Armagh, el clergue primat d'Irlanda. Des de la mort del darrer posseïdor, el 1885, l'ofici de Prelat roman vacant.
L'Arquebisbe de Dublín, segon alt clergue d'Irlanda, originalment servia com a Canceller, però des del 1886 el càrrec passà al Secretari en Cap per Irlanda. El Registrador era el Dean de la Catedral de Sant Patrici. El 1890, aquest càrrec passà al Mestre d'Armes de l'Orde, que era el Mestre d'Armes de l'Ulster, oficial en cap de l'heràldica a Irlanda.

### La Capella
La Capella de l'Orde era la Catedral de Sant Patrici, a Dublín. Cada membre tenia un seient al cor, seient sobre el que es mostrava el seu escut d'armes. Després de la desamortització es passà a la Gran Sala del Castell de Dublín, i amb la creació de l'Estat Lliure d'Irlanda es van retirar les banderes dels cavallers. Avui la sala serveix per a la investidura del President del País.

### Preferència i Privilegis
Els cavallers de l'orde empraven el prefix «Sir» als seus noms i el post-nominal KP. El títol KP precedia tots els altres, llevat del Bt (Baronet), VC (Creu Victòria), GC (Creu de Jordi), KG (Orde de la Lligacama) i KT (Orde del Card). Tanmateix, podien encerclar el seu escut heràldic amb un anell amb el lema de l'orde, i podien fer penjar la insígnia del collar.

## Vestits i insígnies

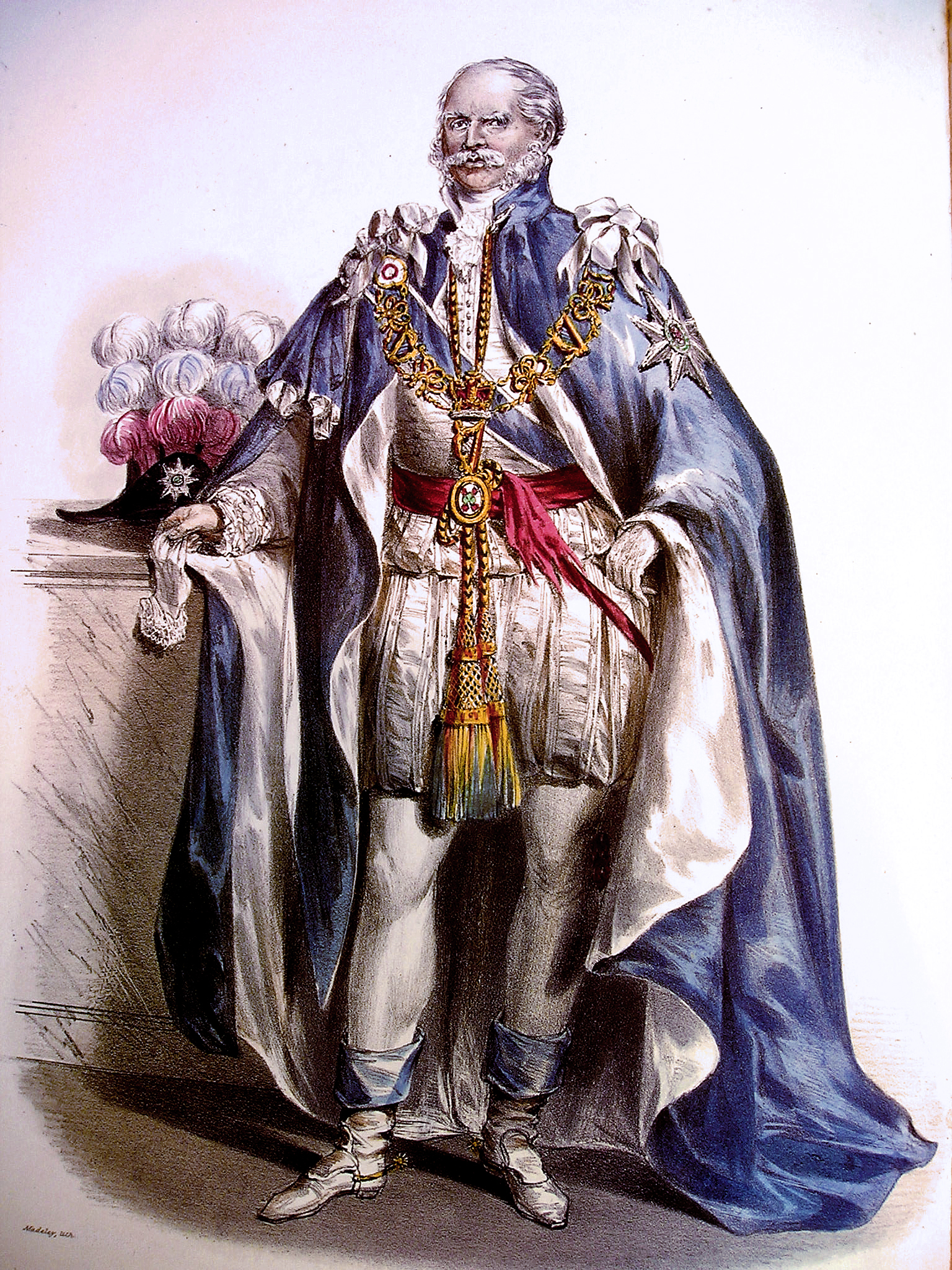
El rei Ernest August I de Hannover amb la capa de cavaller de l'orde

### Grans Ocasions
(Reunió anual de l'Orde o coronacions) 
- La Capa: De seda blau cel. L'estrella de l'Orde apareix a l'esquerra del mantell.
- El Barret: De vellut blau amb tres plomes que cauen, una vermella, una blanca i una blava.
- El Collar: D'or, consistent en roses Tudor i arpes irlandeses unides amb nusos. Les dues roses que formen la rosa Tudor estan alternament esmaltades en vermell sobre blanc i blanc sobre vermell. L'arpa central, de la que penja la insígnia de l'orde, està suspesa d'una corona.

### Altres ocasions
- L'Estrella: Una estrella de 8 puntes, en la que els 4 punts cardinals són més llargs que els immediats. Entre les puntes hi ha raigs. Al centre hi ha el lema, l'any i el mateix disseny que a la insígnia. Es llueix a l'esquerra del pit.
- La banda: En color blau cel. Penja de l'espatlla esquerra i es lliga a la dreta. Com que només es llueix una banda, independentment de a quants ordes pertanyi el portador, la de l'Orde de la Lligacama sempre té preferència.
- La Insígnia: Que penja al final de la banda o del mig del collar. Feta d'or, apareix un trèvol sobre el que hi ha 3 corones. Al fons hi ha una Creu de Sant Patrici i a la part superior de la creu, la data de la fundació de l'orde en numerals romà (MDCCLXXXIII).

La insígnia del Gran Mestre era en un inici igual que la dels cavallers. El 1831, no obstant, el rei Guillem IV del Regne Unit portà una estrella i una insígnia fetes en robins, maragdes i diamants. Aquestes joies es van conèixer com a les «Joies Reials Irlandeses», i van ser robades el 1907.